# Tolmezzo
Tolmezzo (en frioulan : Tumieç) est une commune d'environ 10 000 habitants, de l'ancienne province d'Udine dans la région autonome du Frioul-Vénétie Julienne, située dans le Nord-Est de l'Italie. Elle est considérée comme la « petite capitale » de la région historique de Carnie, grâce au commerce, à l'artisanat et au tourisme (Musée carnique des Arts populaires, produits du terroir de la Carnie).
Tolmezzo a été désignée « ville alpine de l'année » en 2017.

## Géographie
La commune se situe sur le cours supérieur du Tagliamento, au pied du Monte Amariana (1 906 m) dans les Alpes carniques. La région de Carnie forme le côté nord-ouest du Frioul.
Au nord, la route du col du Monte Croce Carnico passe par la frontière autrichienne. 

## Histoire

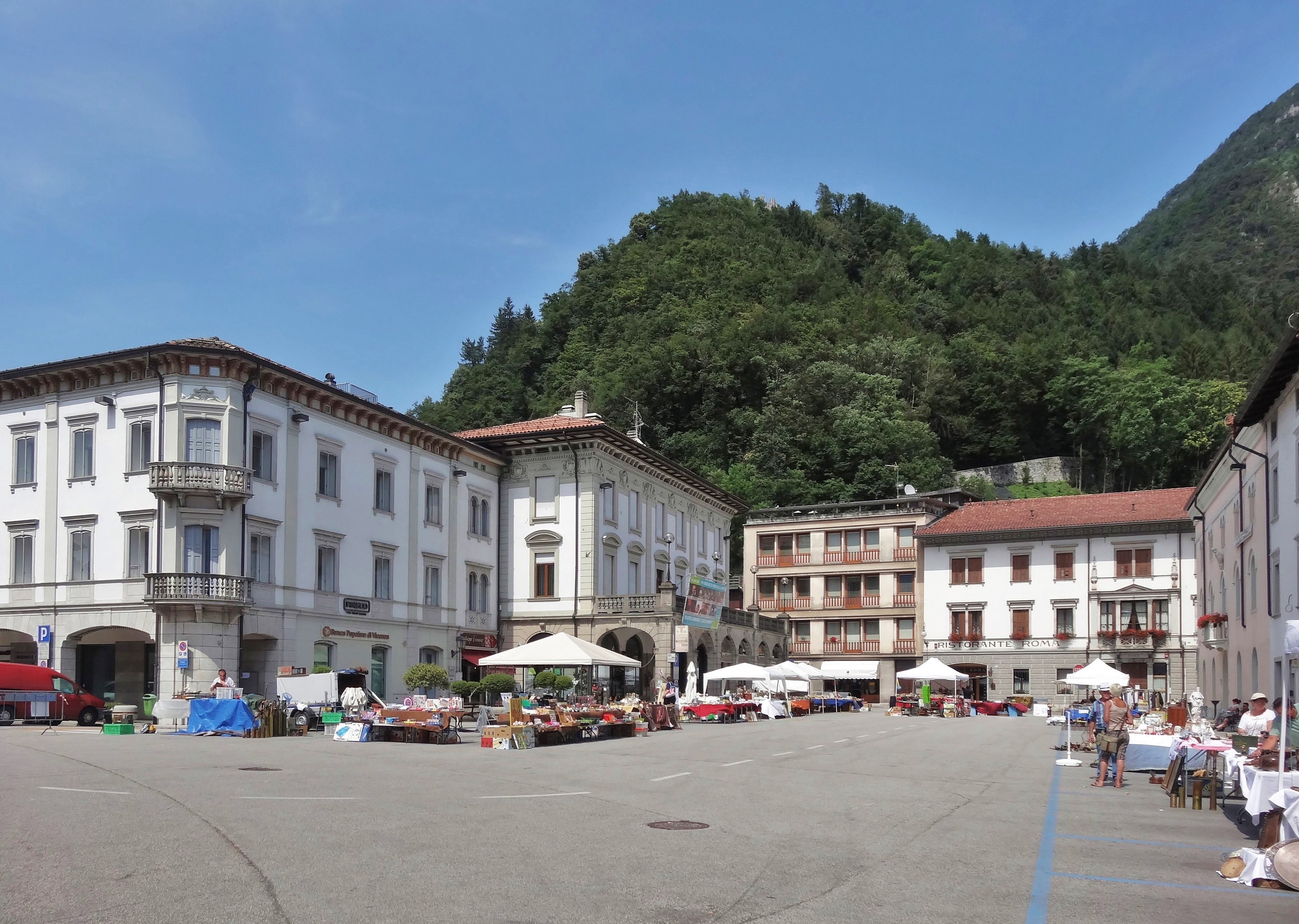
La Piazza XX Settembre.

Depuis le XIe siècle, la vallée du Tagliamento était la possession des patriarches d'Aquilée. Tolmezzo obtint le droit de tenir marché en 1258 et les privilèges urbains en 1275. Les patriarches firent fortifier et entourer la ville de murailles.
À partir de 1420 jusqu'à la conclusion du traité de Campo-Formio en 1797, les domaines faisaient partie des possessions (Domini di Terraferma) de la république de Venise. Après la période napoléonienne et autrichienne jusqu'en 1866, ils appartenaient au royaume d'Italie.

## Administration
| Période                                  | Période | Identité | Étiquette | Qualité |
| ---------------------------------------- | ------- | -------- | --------- | ------- |
|                                          |         |          |           |         |
| Les données manquantes sont à compléter. |         |          |           |         |

### Hameaux
Cadunea, Caneva, Casanova, Cazzaso, Fusea, Illegio, Imponzo, Terzo, Lorenzaso

### Communes limitrophes
Amaro, Arta Terme, Cavazzo Carnico, Lauco, Moggio Udinese, Verzegnis, Villa Santina, Zuglio

## Personnalités liées à la commune
- Giovanni Battista Cossetti (1863-1955), compositeur et organiste ;
- Dante Spinotti (né en 1943), directeur de la photographie ;
- Maurizio Ganz (né en 1968), footballeur ;
- Giorgio Di Centa (né en 1972), skieur de fond ;
- Andrea Morassi (né en 1988), sauteur à ski ;
- Alessandro Pittin (né en 1990), coureur de combiné nordique ;
- Jonathan Milan (né en 2000), coureur cycliste ;
- Domenico da Tolmezzo ;
- Attilio Copetti (1891-1979, Vienne).

## Jumelage
- Sankt Florian (Autriche).